# Фиш, Джанет
Джанет Фиш (англ. Janet Isobel Fish; род. 1938) — американская художница-реалист, специализирующаяся на натюрмортах, связанных с отражающими предметами и поверхностями, а также педагог.

## Биография
Родилась 18 мая 1938 года в Бостоне, штат Массачусетс.  Происходила из очень творческой семьи — её отец Peter Stuyvesant был профессором истории искусства, мать — Florence Whistler Fish была скульптором и керамистом, а её сестра Алида — фотографом. Дед Джанет — американский художник-импрессионист Кларк Вурхис; её дядя — тоже с именем Кларк Вурхис, был резчиком по дереву, а его жена была художницей.
Когда девочке было десять лет, вся семья переехала на Бермудские острова. С юных лет она знала, что будет заниматься изобразительным искусством. Тянулась к керамике, будучи подростком, помогала в мастерской канадской женщины-скульптора Byllee Lang. В колледже Смита в Нортгемптоне, штат Массачусетс, изучала скульптуру и гравюру; её учителями были  George Cohn, Leonard Baskin и Mervin Jules. Одно лето провела на учёбе в Лиге студентов-художников Нью-Йорка, включая класс живописи Стивена Грина (англ. Stephen Greene). В 1960 году Джанет получила в колледже Смита степень бакалавра искусств (Bachelor of Arts), но некоторое время продолжила обучение в Skowhegan School of Painting and Sculpture в городе Skowhegan, штат Мэн.
Затем она поступила в школу Yale University School of Art and Architecture в Нью-Хейвене, штат Коннектикут и посещала её с 1960 по 1963 годы. Здесь она сменила фокус своей деятельности со скульптуры на живопись. Её учителем был Алекс Кац, поощрявший посещение студентами галерей искусств для исследования живописи. Коллегами Джанет по йельской школе были многие известные в настоящее время художники США. В 1963 году она стала одной из первых женщин, получившей степень бакалавра изобразительных искусств (Bachelor of Fine Arts) в этой школе.
После окончания учёбы Джанет Фиш работала в Филадельфии, затем она приняла решение поселиться в Сохо, Нью-Йорк, где подружилась со скульптором Луиойа Невельсон (англ. Louise Nevelson). В 1967 году она провела свою первую персональную выставку в Резерфорде, штат Нью-Джерси, в университете Fairleigh Dickinson University. Её первая нью-йоркская выставка состоялась двумя годами позже.
Фиш работала преподавателем изобразительного искусства в школах  School of Visual Arts и Parsons The New School for Design (обе в Нью-Йорке), в Сиракузском университете (Сиракьюс, штат Нью-Йорк) и Чикагском университете.
Художница дважды была замужем, но браки были недолгими. Она продолжает жить и работать в Сохо, а также иногда в своём доме на ферме в городке Middletown Springs, штат Вермонт.
В 1990 году была избрана в Национальную академию дизайна, в 1994 году была удостоена премии Американской академии искусств и литературы. Также была удостоена других наград. Работы художницы находятся во многих музейных коллекциях, включая Метрополитен-музей, Смитсоновский музей американского искусства, Чикагский институт искусств и многие другие.